# Muricella stellata
Muricella stellata är en korallart som beskrevs av Nutting 1910. Muricella stellata ingår i släktet Muricella och familjen Acanthogorgiidae. Inga underarter finns listade i Catalogue of Life.